# Jóhann Hafstein
Jóhann Hafstein (Akureyri, 19 settembre 1915 – Akureyri, 15 maggio 1980) è stato un politico islandese.
Fu eletto all'Althing di Reykjavík nel 1946 in cui rimase fino al 1978. Jóhann fu Primo ministro dell'Islanda dal 10 luglio 1970 al 14 luglio 1971, per il Partito dell'Indipendenza. Fu membro dell'Althing per gli anni 1946–1978. Hafstein fu Portavoce della Camera Bassa dal 1959 al 1961 e dal 1962 al 1963. Fu CEO della Fisheries Bank dal 1952 al 1963. Fu Ministro della Giustizia, Religione e Affari Industriali. Presenziò all'Assemblea Generale delle Nazioni Unite nel 1953, nel 1959, e nel 1974.